# Voyages extraordinaires

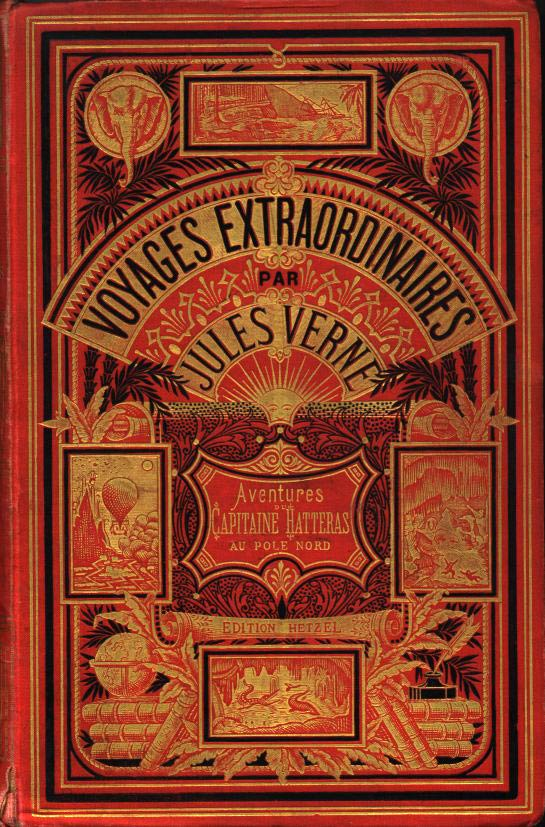
Una din coperţile "tipice" ale seriei Voyages extraordinaires, realizată în maniera curentului artistic Art Nouveau.

Voyages Extraordinaires (în română Călătorii extraordinare) este o serie de romane de aventuri publicate de Jules Verne la editura sa obișnuită, Hetzel.

## Lista romanelor din serie
Majoritatea romanelor din această serie (cu excepția notabilă a romanelor Cinci săptămâni în balon, O călătorie spre centrul Pământului și Întâmplări neobișnuite) au apărut mai întâi sub formă de foileton, de obicei în „Magasin d’éducation et de récréation” [Foaie de instruire și desfătare], apărută sub patronajul editurii Hetzel. Mai apoi romanele-foileton erau publicate, cel mai adesea, in octodecimo, în mai multe volume, de Pierre-Jules Hetzel. Dăm mai jos data primei publicări în volum. Edițiilor in octodecimo le urmau ediții in octavo, cu mici ilustrații alb-negru desenate de diverși artiști (Riou, Roux, Montaut, etc.) inserate în paginile romanelor și altele mari, colorate, realizate în cromotipografie. Cu excepția lui Claudius Bombarnac, nici o lucrare nu a fost publicată direct in octavo.
Urmează o listă a 54 de opere verniene publicate în timpul vieții autorului în seria Călătoriilor extraordinare, cu mențiunea zonei geografice, perioadei istorice sau invenției științifice abordate în cadrul lor. Toate traducerile în limba română ale Călătoriilor extraordinare, precum și titlurile operelor postume pot fi găsite în articolul Listă de traduceri în limba română ale operelor lui Jules Verne. Sunt menționate toate traducerile românești cunoscute, enumerarea de mai jos fiind făcută în ordinea cronologică a publicării romanului original.
- Cinq Semaines en ballon (1863) - Cinci săptămâni în balon (1909, c.1933, c.1940, 1951, 1955, 1958, 1972, 1978, 1995, 2001, 2004, 2005, 2006, 2007, 2008, 2009, 2010)
  - traversarea Africii de la est la vest într-un balon, pornind din Zanzibar și terminând în Saint-Louis, Senegal
- Voyages et aventures du capitaine Hatteras (1866) - Căpitanul Hatteras (perioada interbelică, 1973, 2010)
  - atingerea Polului Nord
- Voyage au centre de la Terre (1864) - O călătorie spre centrul Pământului (c.1932, c.1940, 1958, 1971, 1977, 1992, 2001, 2004, 2005, 2006, 2007, 2009, 2010, 2011)
  - traversarea scoarței terestre intrând prin vulcanul islandez Sneffels și ieșind prin vulcanul italian Etna
- De la terre à la lune (1865) - De la Pământ la Lună (c.1933, 1942, 1958, 1960, 1963, 1977, 1990, 1995, 2002, 2004, 2005, 2009, 2010)
  - realizarea precursorului unei rachete, un vehicul capabil să zboare de la Pământ până la Lună
- Les Enfants du capitaine Grant (1868) - Copiii căpitanului Grant (c.1940, 1950, 1955, 1958, 1969, 1972, 1981, 1984, 1990, 1997, 2002, 2003, 2004, 2006, 2007, 2008, 2009, 2010)
  - înconjurul globului terestru pe paralela 37 grade longitudine sudică
- Vingt mille lieues sous les mers (1869-70) - 20.000 de leghe sub mări (perioada interbelică, 1949, 1955, 1959, 1968, 1977, 1980, 1989, 1994, 1995, 2003, 2005, 2007, 2009, 2010)
  - descrierea mediului marin folosindu-se un precursor al submarinului
- Autour de la lune (1870) - În jurul Lunii (1921, 1977, 1990, 2003, 2009, 2010)
  - călătoria spre Lună, înconjurul acesteia și întoarcerea pe Pământ
- Une ville flottante (1871) - Un oraș plutitor (perioada interbelică, c.1940, 1985, 2001, 2008, 2010)
  - prezentarea celor mai importante inovații în transportul maritim prin intermediul unei călătorii spre India și Australia
- Aventures de trois Russes et de trois Anglais (1872) - Aventurile celor trei ruși și trei englezi în Africa Australă (perioada interbelică, 1933, 1938, 1991, 2004, 2010, 2011)
  - măsurarea unui arc de meridian în Africa Australă
- Le Pays des fourrures (1873) - Ținutul blănurilor (1940, 1975, 1980, 2010)
  - călătoria pe un aisberg desprins din capul Bathurst aflat pe Teritoriile de Nordvest ale Canadei până în insulele Aleutine, traversând Strâmtoarea Bering
- Le Tour du Monde en quatre-vingts jours (1873) - Ocolul Pământului în 80 de zile (perioada interbelică, 1956, 1971, 1982, 1993, 2004, 2005, 2006, 2007, 2008, 2009, 2010)
  - ocolul Pământului cu trenul și vaporul pornind din Londra, trecând prin Suez, Bombay, Calcutta, Hong Kong, Yokohama, San Francisco și New York, demers făcut posibil de dezvoltarea tehnologiei
- L'Île mystérieuse (1874-75) - Insula misterioasă (1904, perioada interbelică, 1953, 1956, 1959, 1979, 1993, 1999, 2003, 2005, 2008, 2010)
  - supraviețuirea pe o insulă pe care naufragiații nu au la îndemână decât resursele locale
- Le Chancellor (1875) - Cancelarul (perioada interbelică, 2004, 2011)
  - supraviețuirea în mijlocul mării, fără nicio resursă disponibilă
- Michel Strogoff (1876) - Mihail Strogoff (perioada interbelică, 1994, 2004, 2005, 2009, 2010)
  - traversarea Rusiei țariste de la est la vest, pornind din Moscova și ajungând la Irkutsk
- Hector Servadac (1877) - Hector Servadac (perioada interbelică, 1966, 1984, 2010)
  - traversarea pe o cometă a sistemului solar, până la planeta Jupiter
- Les Indes noires (1877) - Indiile negre (perioada interbelică, 1979, 2001, 2003, 2005, 2010)
  - viața într-o mină scoțiană
- Un capitaine de quinze ans (1878) - Căpitan la cincisprezece ani (perioada interbelică, 1954, 1960, 1970, 1980, 1993, 2002, 2004, 2007, 2008, 2009, 2010)
  - călătoria prin Africa a unor oameni convinși că se află pe teritoriul Americii de Sud
- Les Cinq Cents Millions de la Bégum (1879) - Cele 500 de milioane ale Begumei (1923, 1933, 1968, 1976, 1993, 1999, 2005, 2007, 2008, 2010)
  - compararea a două sisteme guvernamentale paralele, dintre care unul este utopic, iar celălalt totalitarist
- Les Tribulations d'un chinois en Chine (1879) - Aventurile unui chinez în China (perioada interbelică, 1992, 2001, 2002, 2009)
  - descrierea Chinei
- La Maison à vapeur (1880) - Casa cu aburi (1908, 1923, 1979, 2010)
  - descrierea Indiei Britanice la bordul unui vehicul cu aburi
- La Jangada (1881) - 800 de leghe pe Amazon (1935, perioada interbelică, 1974, 1981, 1993, 1998, 2003, 2010)
  - călătoria pe fluviul Amazon
- L'École des Robinsons (1882) - Școala Robinsonilor (perioada interbelică, 1975, 2010)
  - supraviețuirea pe o insulă pe care naufragiații nu au la îndemână decât resursele locale
- Le Rayon vert (1882) - Raza verde (perioada interbelică, 1975, 2002, 2010)
  - observarea unui fenomen optic rar, care apare pentru foarte scurtă vreme la răsăritul sau apusul soarelui
- Kéraban-le-têtu (1883) - Kéraban Încăpățânatul (perioada interbelică, 1989. 2005, 2010)
  - înconjurul Mării Negre, pornind de pe malul european al Istanbulului și terminând pe malul asiatic al acestuia
- L'Étoile du sud (1884) - Steaua sudului (perioada interbelică, 1973, 1984, 2003, 2006, 2007, 2009, 2010)
  - obținerea diamantelor prin experiențe de chimie organică în Africa de Sud
- L'Archipel en feu (1884) - Arhipelagul în flăcări (perioada interbelică, 1957, 2001, 2002, 2005, 2010)
  - evenimentele petrecute în arhipelagul grecesc în timpul războiului de independență desfășurat în perioada 1821-1829
- Mathias Sandorf (1885) - Mathias Sandorf (perioada interbelică, 1957, 1959, 1961, 1999, 2010)
  - descrierea bazinului Mării Mediterane
- Un billet de loterie (1886) - Un bilet de loterie (perioada interbelică, 1975, 1987, 1990, 2003, 2005, 2010)
  - descrierea Norvegiei
- Robur-le-Conquérant (1886) - Robur Cuceritorul (perioada interbelică, 1958, 1964, 1970, 1981, 1990, 2000, 2007, 2010)
  - descrierea aeriană a globului terestru, prin intermediul unui precursor al elicopterului
- Nord contre Sud (1887) - Nord contra Sud (perioada interbelică, 2003, 2005, 2010)
  - desfășurarea Războiului de secesiune în statul american Florida
- Le Chemin de France (1887) - Drumul Franței (1925, 1991, 2003, 2011)
  - traversarea Prusiei în timpul Războiului franco-prusac
- Deux Ans de vacances (1888) - Doi ani de vacanță (perioada interbelică, 1962, 1966, 1975, 1994, 2002, 2004, 2005, 2006, 2008, 2009, 2010)
  - supraviețuirea unor copii pe o insulă pe care nu au la îndemână decât resursele locale
- Famille-sans-nom (1889) - Familia fără nume (2011)
  - prezentarea Canadei în timpul Rebeliunilor din 1837
- Sans dessus dessous (1889) - Întâmplări neobișnuite (1955, 1980, 1995, 2005, 2007, 2010)
  - încercarea de a modifica înclinația axei Pământului, făcând-o perpendiculară pe planul elipticii
- César Cascabel (1890) - César Cascabel (1988, 2008, 2010)
  - călătoria pe uscat din Statele Unite în Franța, traversând Canada, Alaska, Strâmtoarea Bering, Rusia și Europa
- Mistress Branican (1891) - Doamna Branican (2011)
  - explorarea Australiei și a insulelor aflate între acest continent și Asia
- Le Château des Carpathes (1892) - Castelul din Carpați (1897, 1929, 1967, 1980, 1992, 2004, 2010)
  - misterele unui castel transilvan în care se află un precursor al televizorului
- Claudius Bombarnac (1892) - Claudius Bombarnac (1989, 2006, 2010)
  - descrierea Asiei în cadrul unei călătorii cu trenul
- P’tit-Bonhomme (1893) - Prichindel (1987, 2005, 2010)
  - descrierea Irlandei
- Mirifiques Aventures de Maître Antifer (1894) - Uimitoarele peripeții ale jupânului Antifer (1959, 1970, 1978)
- L'Île à hélice (1895) - Insula cu elice (1959, 1962, 1978, 1986, 1998, 2007, 2010)
  - călătoria pe Oceanul Pacific cu ajutorul unei insule artificiale
- Face au drapeau (1896) - În fața steagului (perioada interbelică, 1965, 1992, 2006, 2010)
  - inventarea unui explozibil extrem de puternic, capabil să asigure dominația absolută a celui care îl are în stăpânire
- Clovis Dardentor (1896) - Clovis Dardentor (1982, 2010)
  - o călătorie în Algeria
- Le Sphinx des glaces (1897) - Sfinxul ghețarilor (1958, 1965, 2010)
  - străbaterea Antarcticii și atingerea Polului Sud
- Le Superbe Orénoque (1898) - Minunatul Orinoco (1980, 2010)
  - căutarea izvoarelor fluviului Orinoco
- Le Testament d'un excentrique (1899) - Testamentul unui excentric (1941, 1974, 1981, 2002, 2010)
  - descrierea Statelor Unite ale Americii prin intermediul unui "Joc al Gâștii" având ca tablă de joc teritoriul acestora
- Seconde Patrie (1900) - netradus (A doua patrie)
  - punerea bazei unei colonii pe o insulă izolată
- Le Village aérien (1901) - Satul aerian (1986, 2010)
  - descoperirea unui trib african care trăiește în copaci
- Les Histoires de Jean-Marie Cabidoulin (1901) - Închipuirile lui Jean Marie Cabidoulin (1969, 1976, 1986, 2000, 2007, 2010)
  - legendele marinarilor, descrise în timpul unei călătorii pe oceanele lumii
- Les Frères Kip (1902) - Frații Kip (1944, 2004, 2010)
  - descrierea Oceaniei
- Bourses de voyage (1903) - Burse de călătorie (1978, 2010)
  - o călătorie printre insulele care compun Antilele
- Un drame en Livonie (1904) - O tragedie în Livonia (2009, 2011)
  - descrierea geografiei și situației politice din Livonia în secolul al XIX-lea
- Maître du monde (1904) - Stăpânul lumii (1964, 1970, 1981, 1990, 2003, 2010)
  - inventarea uni vehicul capabil să călătorească pe pământ, prin apă și prin aer
- L'Invasion de la mer (1905) - Invazia mării (1985, 2003, 2009, 2010)
  - încercarea de a crea o mare interioară în deșertul Sahara

## Geografia și călătoriile
Călătoriile extraordinare au constituit un excelent mijloc prin care Jules Verne a explorat lumea vremurilor sale, lăsând atât contemporanilor, cât și posterității, o descriere a modului în care se prezenta globul pământesc din punct de vedere geografic și istoric.
Multe dintre romanele sale au avut ca teatru de desfășurare Marea Britanie și Franța, cu imperiile lor coloniale răspândite pe întreg mapamondul. Astfel, regiunile ocupate de aceste două imperii au cunoscut descrieri vaste în opera verniană. În afara lor apar și alte zone europene, cum ar fi Scandinavia în O călătorie spre centrul Pământului și Un bilet de loterie, Prusia în Drumul Franței, Țările baltice în O tragedie în Livonia, Imperiul Habsburgic în Mathias Sandorf și Castelul din Carpați, Italia în Mathias Sandorf și Imperiul otoman în Ocolul Pământului în 80 de zile, Arhipelagul în flăcări și Kéraban Încăpățânatul. Acest din urmă roman constituie un prilej perfect pentru Jules Verne de a descrie bazinul Mării Negre, în timp ce în Mathias Sandorf face același lucru cu Marea Mediterană.
Dar, deși Europa a constituit punctul de plecare a multora dintre călătoriile extraordinare ale personajelor lui Jules Verne, atenția lui s-a îndreptat preponderent spre explorarea altor continente, mult mai puțin cunoscute cititorilor acelor vremuri.
Africa a fost primul continent explorat de Verne, într-o călătorie de la est la vest cu balonul (în romanul Cinci săptămâni în balon). El avea să revină asupra ei în mai multe romane, prezentând Magrebul (Clovis Dardentor), zona sahariană (Invazia Mării) și sub-sahariană (Căpitan la cincisprezece ani, Satul aerian), precum și Africa de Sud (Steaua Sudului, Aventurile a trei ruși și trei englezi în Africa Australă). Toate romanele a căror acțiune se petrece pe acest continent au reprezentat ocazii pentru Verne de a aduce la cunoștința cititorilor realizările deosebite ale unor exploratori ca David Livingstone, Richard Francis Burton, Henry Morton Stanley, etc. În Căpitan la cincisprezece ani, scriitorul francez profită de oportunitate pentru a face o descriere paralelă a Africii și Americii de Sud, subliniind asemănările și deosebirile dintre cele două continente.
America este descrisă și ea în opera verniană. Statele Americii de Nord apar în romane precum Ținutul blănurilor, Familia fără nume (Canada), De la Pământ la Lună, Nord contra sud, Stăpânul Lumii, Testamentul unui excentric (Statele Unite ale Americii), ultimul roman folosindu-se de celebrul Joc al Gâștei pentru a prezenta statele americane, acestora fiindu-le asociate câte o căsuță a jocului. America Centrală se regăsește în Burse de călătorie, cu un voiaj printre insulele care compun Antilele, iar America de Sud este descrisă în Cultimele două romane permițându-i autorului să aducă în discuție disputele științifice ale vremii cu privire la cursul și izvoarele acestor fluvii.
În Asia sunt prezentate preponderent trei regiuni: Rusia țaristă (în romane precum Claudius Bombarnac, Mihail Strogoff sau César Cascabel), India Britanică (în Ocolul Pământului în 80 de zile sau Casa cu aburi) și China (Aventurile unui chinez în China).
Australia și Oceania sunt explorate și ele în romanele a căror acțiune are ca și cadru Oceanul Pacific. Ele apar, așadar, în opere cum ar fi Copiii căpitanului Grant, Sfinxul ghețarilor, Doi ani de vacanță sau Frații Kip, dar cea mai mare atenție le este acordată în romanul Doamna Branican.
Deoarece multe dintre voiajele descrise în romane presupun călătorii maritime, Jules Verne face descrieri ample oceanelor lumii, atât din punct de vedere al geografiei lor, cât și a lexploratorilor care au contribuit la cunoașterea lor amănunțită. În Copiii căpitanului Grant, de exemplu, Verne face o călătorie în jurul globului pe paralela de 37 grade longitudine sudică. Același gen de călătorie îl va repeta, în emisfera nordică de data aceasta, în Ocolul Pământului în 80 de zile.
Pe lângă aceste călătorii în care a explorat aproape întreg mapamondul, Jules Verne a propus și unele inițiative care, pentru epoca aceea, erau de-a dreptul revoluționare. Două dintre ele au vizat atingerea celor doi poli ai Pământului: Polul Nord în Căpitanul Hatteras și Polul Sud în Sfinxul ghețarilor. Dar, în afara călătoriilor desfășurate pe apă și pe uscat, scriitorul francez a propus și altele: călătoria pe sub pământ (O călătorie spre centrul Pământului), pe sub apă (20.000 de leghe sub mări), prin aer (Cinci săptămâni în balon, Robur Cuceritorul), spre Lună (De la Pământ la Lună și În jurul Lunii) sau chiar prin sistemul solar (Hector Servadac).
Nu de puține ori, călătoriile imaginate de Verne au constituit un pretext pentru acesta de a prezenta modul în care omul poate supraviețui în cele mai vitrege condiții, izolat pe o insulă pustie (Insula misterioasă, Școala Robinsonilor, Doi ani de vacanță), pe o bucată de pământ aflat în derivă (Ținutul blănurilor) sau pe mare, în voia valurilor (Cancelarul). Cu toate că principala calitate a operei verniene o reprezintă acuratețea descrierilor geografice, scriitorul și-a permis uneori să inventeze anumite teritorii care să servească scopului romanului (insula Lincoln din romanul Insula Misterioasă este un bun exemplu în acest sens)

## Istoria
În afara prezentării geografiei locurilor în care se petrece acțiunea romanelor sale, Jules Verne a adus la cunoștința cititorilor și istoria acestora. În plus, unele dintre romanele sale surprind în plină desfășurare anumite evenimente istorice ale secolului al XIX-lea. Arhipelagul în flăcări prezintă un episod al războiului de independență desfășurat în perioada 1821-1829 în arhipelagul grecesc. Familia fără nume descrie Rebeliunile din 1837 prin care Canada a încercat să-și obțină independența față de Marea Britanie, într-o perioadă în care populația franco-canadiană era oprimată. Acțiunea din Nord contra Sud și Insula cu elice se petrece în plin Război de Secesiune. În fine, Drumul Franței relatează evenimentele premergătoare și desfășurarea Războiului franco-prusac. În paralel, călătoriile pe distanțe lungi din Copiii căpitanului Grant, Ocolul Pământului în 80 de zile, Claudius Bombarnac sau César Cascabel îi permit autorului să descrie teatrul evenimentelor istorice ale teritoriilor străbătute de personajele sale (printre care se numără și Achiziția teritoriului Alaska de către Statele Unite ale Americii).
Deși în cea mai mare parte a operei sale Jules Verne face referire la evenimente istorice reale, au existat și situații în care el a inventat anumite conjuncturi politico-istorice menite să justifice demersul acțiunii anumitor romane. Un exemplu elocvent în acest sens în constituie rebeliunea mongolă care ar fi fost pe cale să distrugă Rusia țaristă în secolul al XIX-lea, prezentată în Mihail Strogoff și care nu are nicio bază reală.

## Știința și tehnologia
În afara explorărilor făcute pentru a permite cititorilor să se familiarizeze cu geografia și istoria diverselor locuri de pe glob, seria Călătoriilor extraordinare s-a făcut remarcată și prin latura sa științifică. Jules Verne a prezentat în operele sale tehnologia disponibilă la data scrierii lor, dar a făcut și o serie de extrapolări științifice, prezentând lucruri care aveau să devină realitate abia peste decenii.
Ideea Ocolului Pământului în 80 de zile a apărut ca urmare a finalizării în 1869 Canalului Suez și a primei rute feroviare transcontinentale din Statele Unite, ambele 
permițând, pentru prima dată, luarea în serios a unei circumnavigări a globului terestru de către un călător obișnuit. Un oraș plutitor aduce la cunoștința cititorilor cele mai importante inovații în transportul maritim al secolului al XIX-lea - schimbarea mijlocului de propulsie (abur în loc de vânt) și a materialului de construcție (oțel în loc de lemn) - marcând trecerea de la veliere la vaporul cu aburi. Nava Great Eastern, cu care călătoresc protagoniștii, reprezintă creația inginerului britanic Isambard Kingdom Brunel, Jules Verne și fratele său, Paul, călătorind cu ea în 1867. Un alt roman, Aventurile a trei ruși și trei englezi în Africa Australă, prezintă modul de măsurare a unui arc de meridian.
Jules Verne a adus deseori în discuție în romanele sale disputa legată de zborul cu obiecte mai ușoare sau mai grele ca aerul. Dacă în Cinci săptămâni în balon sau Insula misterioasă vehiculul folosit este unul mai ușor ca aerul, anume balonul, Robur Cuceritorul pune punct definitiv acestei dispute, înclinând balanța în direcția vehiculelor mai grele ca aerul, prezentând un precursor al elicopterului. El explorează văzduhul la bordul "Albatrosului", la fel cum explorase mările și oceanele lumii la bordul "Nautilusui" în 20.000 de leghe sub mări. Acest din urmă roman, care prezenta cititorilor un precursor al submarinului, a avut un impact deosebit asupra cititorilor. Printre vehiculele fantastice prezentate în opera sa se mai numără și elefantul de oțel folosit pentru a explora India în Casa cu aburi, sau mașinăria capabilă să circule atât pe pământ, cât și prin apă și aer din Stăpânul Lumii'. Lor li se adaugă un precursor al televizorului aflat într-una din încăperile castelului transilvan de la Colț și prezentat în romanul Castelul din Carpați.
Dar poate cea mai deosebită dovadă de vizionarism științific a constituit-o imaginarea zborului spre Lună. Latura științifică aflată la baza lansării vehiculului cu care protagoniștii romanelor De la Pământ la Lună și În jurul Lunii au călătorit până la satelitul Pământului și înapoi este în concordanță aproape deplină cu cea care a fost folosită un secol mai târziu în misiunea Apollo 11. Deși a propus o călătorie mai îndrăzneață, prin sistemul solar, Hector Servadac a folosit pentru acest demers o cometă, nu un vehicul construit de om. Astfel, latura științifică a acestui roman se reduce la considerentele astronomice, prin prezentarea planetelor dintre Soare și Jupiter și a condițiilor care pot exista la suprafața unei comete.
Au existat și idei mai fanteziste ale scriitorului francez, încă nepuse în practică și care, de altfel, "au dat greș" și în romanele sale. Este vorba despre modificarea înclinației orbitei terestre, demers încercat în Întâmplări neobișnuite, sau realizarea unei mări interioare în Deșertul Sahara în ultimul roman finalizat de Verne, Invazia mării.